# Лемойн (Пенсільванія)
Лемойн (англ. Lemoyne) — місто (англ. borough) в США, в окрузі Камберленд штату Пенсільванія. Населення — 4659 осіб (2020).

## Географія
Лемойн розташований за координатами 40°14′39″ пн. ш. 76°53′57″ зх. д. / 40.24417° пн. ш. 76.89917° зх. д. (40.244154, -76.899035).  За даними Бюро перепису населення США в 2010 році місто мало площу 4,18 км², з яких 4,17 км² — суходіл та 0,00 км² — водойми.

## Демографія
Згідно з переписом 2010 року, у селищі мешкали 4553 особи в 2160 домогосподарствах у складі 1076 родин. Густота населення становила 1090 осіб/км².  Було 2363 помешкання (566/км²).
Расовий склад населення:
| - 90,4 % — білих - 2,6 % — чорних або афроамериканців - 1,6 % — азіатів - 0,3 % — корінних американців - 2,2 % — осіб інших рас |

До двох чи більше рас належало 3,0 %. Частка іспаномовних становила 5,1 % від усіх жителів.
За віковим діапазоном населення розподілялося таким чином: 19,6 % — особи молодші 18 років, 67,1 % — особи у віці 18—64 років, 13,3 % — особи у віці 65 років та старші. Медіана віку мешканця становила 38,3 року. На 100 осіб жіночої статі у селищі припадало 96,0 чоловіків;  на 100 жінок у віці від 18 років та старших — 95,1 чоловіків також старших 18 років.
Середній дохід на одне домашнє господарство  становив 68 561 долар США (медіана — 43 424), а середній дохід на одну сім'ю — 97 115 доларів (медіана — 75 508). Медіана доходів становила 47 070 доларів для чоловіків та 38 214 долари для жінок. За межею бідності перебувало 12,7 % осіб, у тому числі 10,3 % дітей у віці до 18 років та 15,2 % осіб у віці 65 років та старших.
Цивільне працевлаштоване населення становило 2216 осіб. Основні галузі зайнятості: освіта, охорона здоров'я та соціальна допомога — 21,6 %, науковці, спеціалісти, менеджери — 14,7 %, мистецтво, розваги та відпочинок — 13,1 %.